# صاروخ خارج مدى الرؤية البصرية

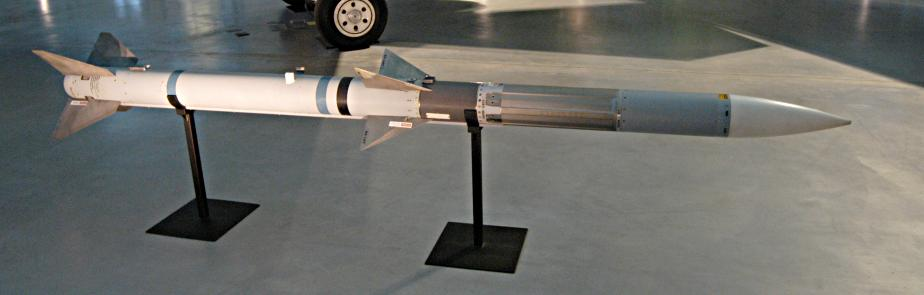
الصاروخ خارج المدى المنظور إيه.آي.إم-120 إمرام ذا التوجيه الراداري الفعال.

صاروخ خارج مدى الرؤية البصرية (بالإنجليزية: Beyond Visual Range - BVR)‏ هو صاروخ جو-جو يستطيع الاشتباك مع أهداف تبعد أكثر من 20 ميل بحري (37 كم). أمكن تحقيق هذا المدى البعيد باستخدام محركات صواريخ ثنائية النبضات أو محرك صاروخي معزز.
بالإضافة إلى مداه البعيد، يجب أن يكون الصاروخ قادرا أيضا على اقتفاء أثر هدفه على هذا المدى أو تحديد مكان الهدف أثناء رحلته. استخدمت عدة أنظمة حيث يتم إرسال تصحيحات إلى الصاروخ في منتصف رحلته للهدف.
استخدمت الصواريخ الأولى من هذا النوع توجيه راداري نصف فعال، وهو نوع من أنواع التوجيه حيث يستخدم الصاروخ إشعاعات رادارية صادرة من الطائرة ليتجه نحو الهدف. الأجيال الحديثة من الصواريخ خارج المدى المنظور تستخدم مزيجا ما بين توجيه راداري نصف فعال والتوجيه الفعال بالرادار.

## معرض صور

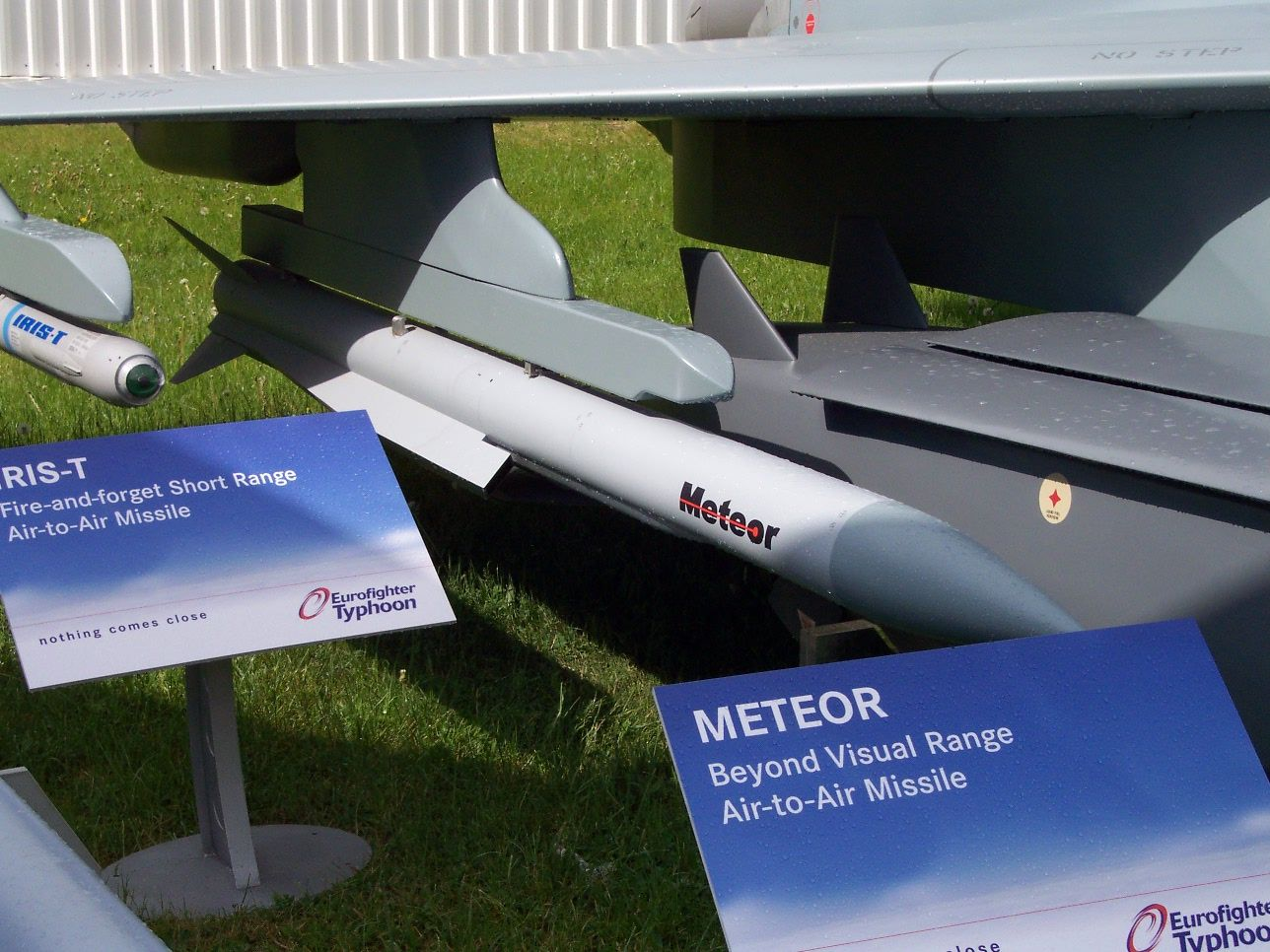
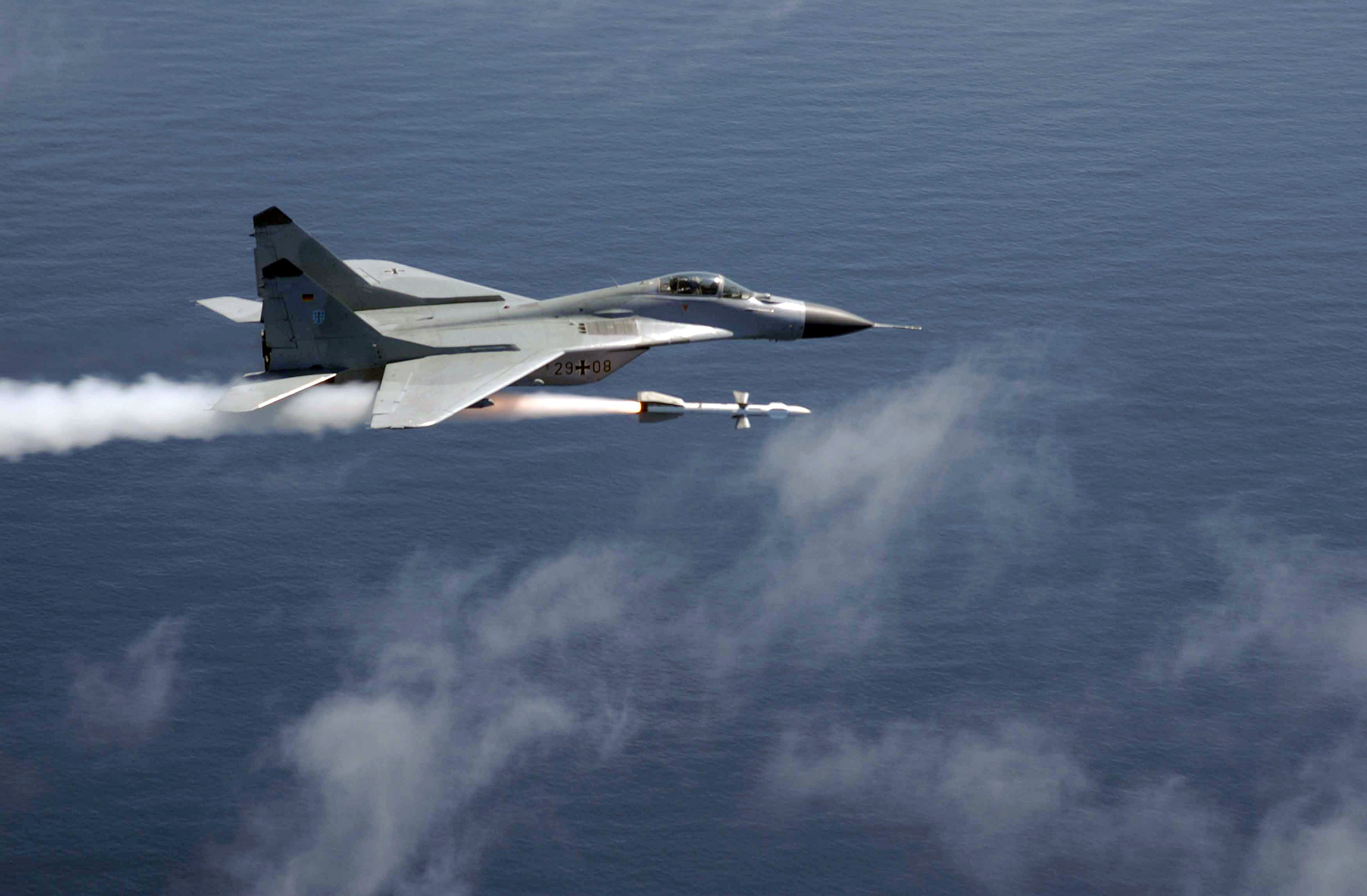
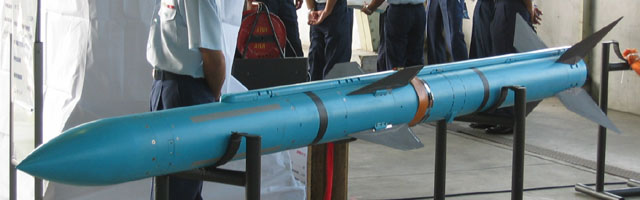
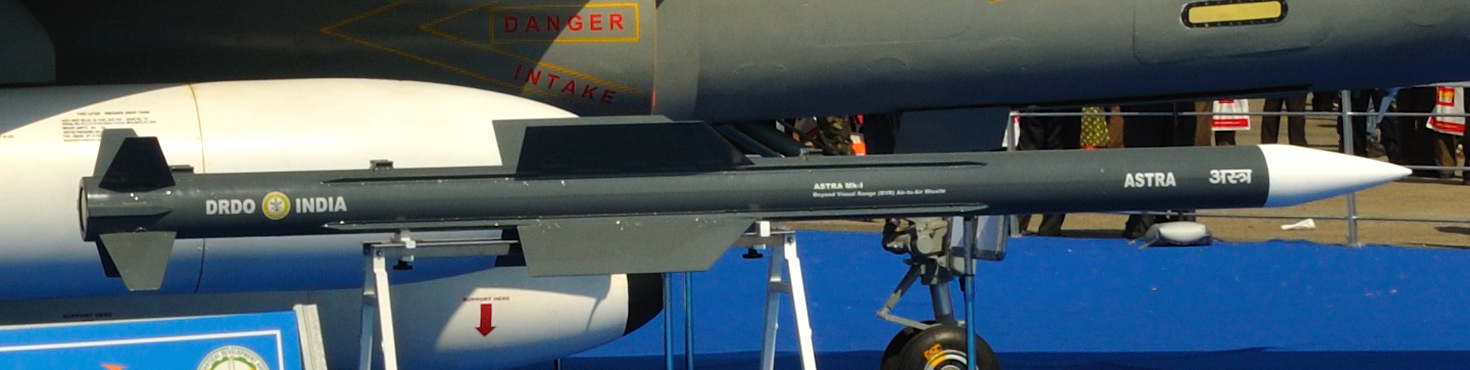